# ホワイ・キャント・アイ・ハヴ・ユー
「ホワイ・キャント・アイ・ハヴ・ユー」 (Why Can't I Have You) は、アメリカのニュー・ウェイヴバンド、カーズによる楽曲。リック・オケイセックによって作曲され、5枚目のスタジオ・アルバム『ハートビート・シティ』に収録されているラッシュ・バラードである。シングルとして発売されたが、日本盤は未発売。

## リリース
「ホワイ・キャント・アイ・ハヴ・ユー」は、1984年のアルバム『ハートビート・シティ』において初めて発表された。1985年1月には、アメリカ、イギリス、ドイツで、アルバムからの5枚目のシングルとして、「ユー・マイト・シンク」、「マジック」、「ドライヴ」、「Hello Again」に続いて、リリースされた。前4作のようにBillboard Hot 100においてトップ20には届かなかったが、同チャートでは 33位に、メインストリーム・ロック・チャートでは11位に達した。アメリカでは『ハートビート・シティ』からリリースされた最後のシングルであるが、イギリスではこの後に「ハートビート・シティ」がリリースされている。

## B面
B面には、スタジオ・アルバム未収録である「Breakaway」が収録されており、『アンソロジー』のライナーノーツには、「ヨーロッパのディスコの低音」が入っていると説明されている。

## チャート
| チャート (1985)                      | 最高 順位 |
| ------------------------------------ | --------- |
| カナダ (シングルチャート)            | 90        |
| アメリカ (Billboard Hot 100)         | 33        |
| アメリカ (Billboard Mainstream Rock) | 11        |